# Джокин, Чарльз
Чарльз Джон Джокин (англ. Charles John Joughin; 3 августа 1878 — 9 декабря 1956) — англо-американский шеф-повар, известный как главный пекарь на борту «Титаника». 
Он пережил кораблекрушение и стал известен тем, что провёл в ледяной воде исключительно долгое время без тяжёлых последствий для себя.

## Юность
Чарльз Джокин родился на Паттен-стрит в городе Беркенхед, Англия, 3 августа 1878 года в семье Джона Эдвина (1846—1886), помещика, и Эллен Джокин (в дев. Кромблхольм) (1850—1938). Впервые он вышел в море в 1889 году в возрасте 11 лет, а позже стал главным пекарем на различных пароходах компании White Star Line, в частности на Олимпике и Титанике.
17 ноября 1906 года Чарльз женился на Луизе Вудворд (род. 11 июля 1879 года), уроженке Дугласа. В 1907 году у них родилась дочь, Агнес Лилиан, а в 1909 году — сын, Роланд Эрнест. Считается, что Луиза скончалась в 1919 году, во время осложненных родов второго сына, Ричарда, который также не выжил.

## Крушение «Титаника»
Чарльз Джокин был одним из членов экипажа Титаника во время его первого и последнего рейса в апреле 1912 года. Он находился на борту корабля во время его прибытия из Белфаста в Саутгемптон. В качестве главного пекаря Джокин получал ежемесячное жалованье в размере 12 фунтов стерлингов (эквивалент 1500 фунтов стерлингов сегодня, с поправкой на инфляцию) и управлял штатом из тринадцати пекарей.
В момент столкновения корабля с айсбергом вечером 14 апреля, в 23:40, Джокин был свободен от дежурства и лежал на своей койке. Согласно его свидетельским показаниям, он почувствовал удар в момент столкновения, и немедленно поднялся. С верхних палуб передавали, что офицеры готовят спасательные шлюпки к спуску на воду, и Джокин отправил тринадцать пекарей на шлюпочную палубу с провизией для спасательных шлюпок: по четыре буханки хлеба на каждую. Джокин задержался на некоторое время, но затем последовал за ними, достигнув шлюпочной палубы примерно в 00:30.
Он присоединился к старшему офицеру Генри Уайлду на спасательной шлюпке № 10. Джокин вместе со стюардами и другими матросами помог дамам и детям добраться до спасательной шлюпки, хотя через некоторое время женщины на палубе бросились прочь, сказав, что на борту Титаника они чувствуют себя более защищённо. Затем он вышел на палубу и насильно поднял женщин и детей, посадив их в спасательную шлюпку.
Хотя его назначили капитаном спасательной шлюпки № 10, Чарльз не поднялся на борт, там уже находились два матроса и стюард. Он спустился вниз после того, как спасательная шлюпка № 10 отплыла, и выпил каплю ликёра (стакан, наполовину наполненный ликёром, как он уточнил позднее) в своей каюте. Затем он снова поднялся наверх после встречи со старым доктором (возможно, доктором Уильямом О'Лафлином, вполне возможно, что это был последний раз, когда его видели). Когда он поднялся на шлюпочную палубу, все шлюпки были уже спущены на воду, поэтому он спустился на палубу А и выбросил за борт около пятидесяти шезлонгов, чтобы их можно было использовать в качестве плавучих средств.
Затем Джокин отправился в кладовую, чтобы попить воды, и, находясь там, он услышал громкий треск, «как будто часть корабля прогнулась». Он вышел из кладовой и присоединился к толпе, направляющейся на кормовую палубу. Джокин вскарабкался на правый борт кормовой палубы, ухватившись за поручень так, чтобы оказаться снаружи корабля, когда тот будет опускаться вниз. Когда корабль пошёл ко дну, Джокин спустился на нём вниз, как на лифте, даже не погрузив голову под воду (с его слов, «слегка намочил волосы, не более»). Так он стал последним выжившим, который покинул корабль.
По его собственным показаниям, он находился в воде около двух часов. Чарльз также признался, что почти не чувствовал холода, вероятнее всего, из-за выпитого алкоголя. (Обычно, большое количество алкоголя увеличивает риск гипотермии). Когда рассвело, Джокин заметил перевёрнутую складную шлюпку Б, на которой находилось около двадцати человек: младший офицер радиосвязи Гарольд Брайд, полковник Арчибальд Грейси IV, второй офицер Чарльз Лайтоллер и пассажир первого класса Джек Тейер. Он медленно подплыл к ней, но места для него не было. Однако один человек, повар Айзек Мейнард, узнал его и стал держать за руку, в то время, как его ноги были в воде. Затем появилась ещё одна спасательная шлюпка, и Джокин подплыл к ней, где и остался, пока не поднялся на борт Карпатии, пришедшей им на помощь. Здоровье Джокина не пострадало, только ноги опухли.

## Дальнейшая жизнь
Пережив катастрофу Титаника, Чарльз Джокин вернулся в Англию и являлся одним из членов экипажа, который давал показания в британском расследовании по делу потерпевших кораблекрушение, возглавляемое лордом Мерси. В 1920 году Джокин переехал на постоянное место жительство в Соединённые Штаты в город Патерсон, штат Нью-Джерси. Согласно его некрологу, он также находился на борту эсминца «Орегон», когда тот затонул в Бостонской бухте. Он также служил на кораблях, эксплуатируемых американскими экспортными линиями, а также на военных транспортах Второй мировой войны, прежде чем уйти в отставку в 1944 году.
Вернувшись в Нью-Джерси, он повторно женился на миссис Энни Элеонор (Рипли) (род. 29 декабря 1870 года), уроженке Лидса, которая впервые приехала в США в 1888 году. Энни была дважды вдовой и имела дочь Роуз (род. в 1891 году), которая позже вышла замуж за Генри Стоэра.
Смерть Энни в 1943 году была большой потерей для Чарльза, от которой он так и не оправился. Двенадцать лет спустя его пригласили описать свои переживания для книги Уолтера Лорда, Последняя ночь «Титаника».
Вскоре после этого его здоровье начало резко ухудшаться. Он умер в больнице Патерсона 9 декабря 1956 года в возрасте 78 лет, от воспаления лёгких, и был похоронен рядом со своей женой на кладбище Сидар-Лоун в Патерсоне, штат Нью-Джерси.

## В массовой культуре
Джокин был изображён Джорджем Роузом в фильме Гибель «Титаника» и Лиамом Туохи в блокбастере Титаник 1997 года.
Джокин также был изображён Крисом Парнеллом в премьере четвёртого сезона Drunk History в 2016 году и снова Стюартом Лютсом во втором сезоне британской версии в том же году.